# ورزشکاه اخمت-آرنا
ورزشکاه اخمت-آرنا (به لاتین: Akhmat-Arena) یک ورزشگاه فوتبال در روسیه است که در گروزنی واقع شده‌است.